# Arthur Dorward
Sir Arthur Robert Ford Dorward (13 luglio 1848 – Palma di Maiorca, 25 marzo 1934) è stato un generale britannico.

## Biografia
Dorward ottenne la commissione come ufficiale nei Royal Engineers nel 1868. Con questo corpo prestò servizio nella Seconda guerra anglo-afghana nel 1878. Venne nominato comandante dei Royal Engineers in Giamaica nel 1897 e prese parte alla cattura di Tientsin a seguito della Ribellione dei Boxer in Cina nel 1900, operazione a seguito della quale venne nominato Cavaliere Commendatore dell'Ordine del Bagno. Dorward prestò dunque servizio come Commissario di Weihaiwei dal settembre del 1901 e passò al comando delle truppe di Shanghai nel 1901, divenendo General Officer Commanding delle Troops in the Straits Settlements nel 1903 e maggiore generale in capo all'Amministrazione del Sudafrica nel 1905. Prestò servizio nella prima guerra mondiale come Ispettore degli Accampamenti nel War Office.
Morì a Palma di Maiorca nel 1934.